# Petit-Canal
Petit-Canal (Piccolo canale) è un comune francese di 8 184 abitanti situato nella parte settentrionale dell'isola di Grande-Terre e facente parte del dipartimento d'oltre mare di Guadalupa. 
Il territorio comunale occupa gran parte della fascia costiera settentrionale dell'isola dalla costa atlantica a quella caraibica.

## Il monumento ai caduti della prima guerra mondiale (1914-1918)
A Petit Canal è situato un monumento dedicato ai caduti della prima guerra mondiale.
L'autore del monumento è uno scultore italiano che poi visse in Francia per lungo tempo dove gli venne incaricato come commissione pubblica una scultura in bronzo (foto).

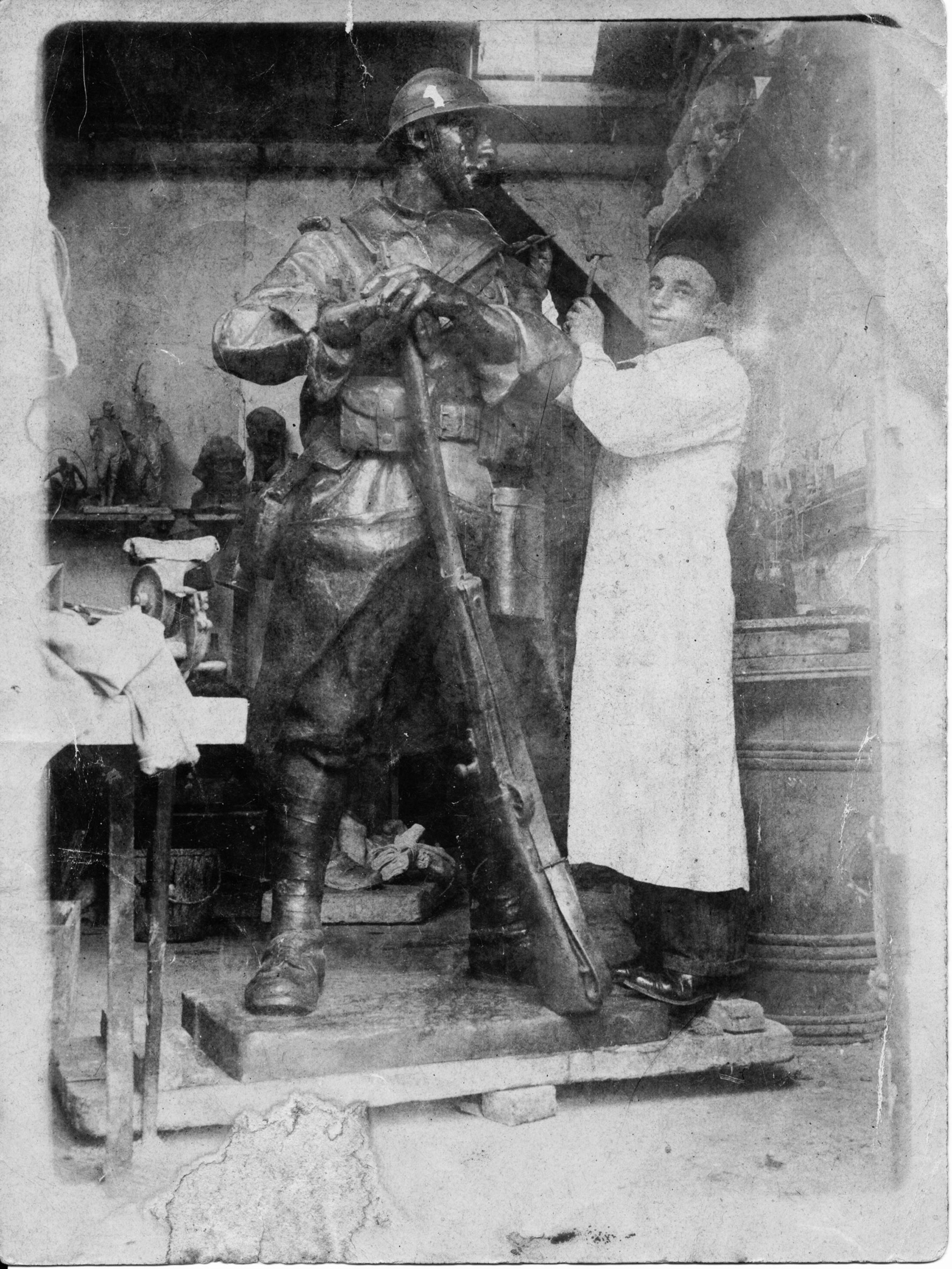
Giuseppe Pannini nel suo studio a Parigi (1930) mentre finisce di eseguire la scultura

Per lungo tempo questa scultura in bronzo dopo essere stata collocata in sede nella cittadina di Petit Canal è stata oscurata la firma e l'originale integrità dell'opera a causa di interventi esterni cromatici (fatta da gente locale anonima) che hanno coperto il bronzo.
L'autore di questa scultura si chiama Giuseppe Pannini (1899-1977) scultore e fonditore che visse nel primo Novecento (dagli anni Venti fino ai primi anni Quaranta) a Parigi dove aveva uno studio e una fonderia dove tanti artisti (sia stranieri che italiani) hanno realizzato diverse opere in bronzo.